# Paraná-Etendeka-Provinz

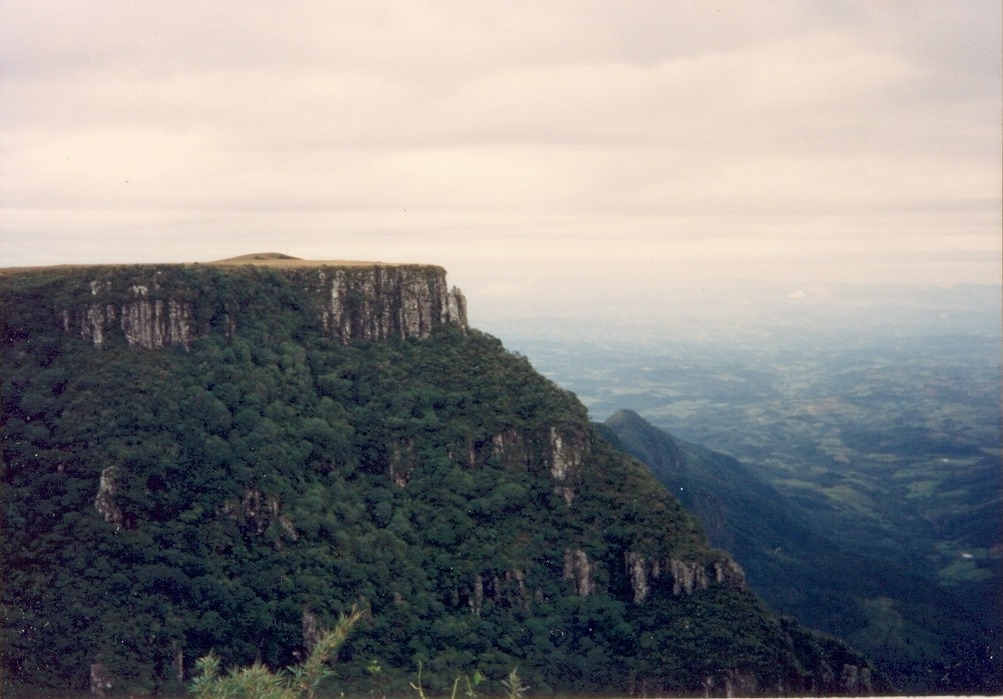
Eine Klippe der Paraná-Magma-Provinz. Serra do Rio do Rastro, Santa Catarina.

Die Paraná-Etendeka-Provinz oder Paraná-Etendeka-LIP (von Large Igneous Province, auch: Parana-und-Etendeka-Plateau, Paraná-Etendeka traps, englisch Paraná and Etendeka Plateau; Paraná and Etendeka Province) ist eine magmatische Großprovinz, die sich über die Paraná Traps (Parana-Basaltberge) im Paraná-Becken, Südamerika und die etwas kleinere Region von Flutbasalten der Etendeka Traps in Nordwest-Namibia und Südwest-Angola erstreckt. Die Basaltströme ereigneten sich vor ca. 128 bis 138 Millionen Jahren. Die gesamte Provinz hatte nach den Ergüssen eine Fläche von 1.5 × 106 km² und einen Ausstoß von mehr als 2,3 × 106 km³.
Die Basalte in Paraná und in Etendeka entstammem dem erdgeschichtlichen Zeitalter des Valanginium. Indirekt könnten das Auseinanderbrechen der Kontinente und Extensionsprozesse den Ursprung der Paraná- und Etendeka-Traps bewirkt haben, ebenso wie bei Gough und Tristan da Cunha, denn diese Landschaftsformen sind durch die Walvis Ridge miteinander verbunden und entstanden durch den Gough-Tristan-Hotspot. Die Unterseeberge der Rio Grande Rise (25°S–35°S), die sich von der Seite der Paraná-Trapps ostwärts ziehen, gehören ebenfalls zu diesem System.
Die Großprovinz umfasst neben den mächtigen Basaltdecken auch subvulkanische und plutonische geologische Formen, unter anderen auch eher klippenartige Dykes und diverse plutonische Oberflächenformen (einfache Kuppen, Ringberge). Die Interpretationen der geochemischen Zusammensetzung und der Isotope weisen darauf hin, dass das Magma, aus welchem die Trapps geformt wurden, sowie damit in Beziehung stehende magmatische Gesteine durch eine Partielle Schmelze der Asthenosphäre entstanden sind, nachdem dort eine Plume (englisch mantle plume) aufgetreten ist. Ein großer Teil des Magmas war bereits vor der Eruption mit Anteilen der Kontinentalen Erdkruste durchsetzt (englisch contaminated). Daneben gibt es auch Plutonite, die in Beziehung zu den Traps stehen und nicht durchmischt wurden, was auf eine Herkunft direkt aus dem Erdmantel hindeutet.

## Eruptionen
Große Ignimbrit-Vorkommen in den Traps deuten auf gigantische explosive Eruptionen. Man hat Hinweise darauf gefunden, dass die Paraná Traps einige der größten Eruptionen in der Erdgeschichte  erlebt haben:
| Name                                                          | Volumen (km³) | Alter (Mio. Jahre) | Koordinaten |
| ------------------------------------------------------------- | ------------- | ------------------ | ----------- |
| Guarapuava—Tamarana—Sarusas                                   | 8,600         | 132                |             |
| Santa Maria—Fria                                              | 7,800         | 132                |             |
| Guarapuava —Ventura                                           | 7,600         | 132                |             |
| Goboboseb–Messum volcanic centre—Springbok quartz latite unit | 6,340         | 132                |             |
| Caxias do Sul—Grootberg                                       | 5,650         | 132                |             |
| Jacui—Goboboseb II                                            | 4,350         | 132                |             |
| Ourinhos—Khoraseb                                             | 3,900         | 132                |             |
| Anita Garibaldi—Beacon                                        | 3,450         | 132                |             |
| Palmas BRA-21—Wereldsend                                      | 1,900         | 29.5               |             |

Quelle: Ewart et al. (1998)